# Судимонт
Судимонт (укр. Судимонт) — село в Шепетовском районе Хмельницкой области Украины.
Население по переписи 2001 года составляло 138 человек. Почтовый индекс — 30416. Телефонный код — 3840. Занимает площадь 0,042 км². Код КОАТУУ — 6825584604.

## Местный совет
30416, Хмельницкая обл., Шепетовский р-н, с. Михайлючка, ул. Ленина, 44